# Grand Prairie, Teksas
Grand Prairie je grad u američkoj saveznoj državi Teksas. Upravno pripada okrugu Dallas, a rubni dijelovi grada još i okruzima Ellis te Tarrant. Nalazi se na sjeveru Teksasa, u metropolitanskom području Dallas-Fort Worth. Kroz grad protječe rijeka Trinity.
Grad je osnovan 1863. kao Dechman, a status grada nosi od 1909.
Godine 2006. Grand Prairie je imao 153.812 stanovnika, čime je bio 16. grad po brojnosti u Teksasu i 148. u SAD-u.

## Vanjske poveznice
- Službena stranica (engl.)

### Ostali projekti
|  | Zajednički poslužitelj ima stranicu o temi Grand Prairie, Teksas |